# آرام ساتونتس
آرام مُوسسی ساتونتس (ساتیان) (ارمنی: Արամ Մովսեսի Սաթունց (Սաթյան)؛  زادهٔ ۱۸ فوریهٔ ۱۹۱۳ - درگذشته ۶ ژوئن ۱۹۹۰) آهنگساز اهل ارمنستان بود.

## زندگی‌نامه
وی در ۱۸ فوریه [سبک قدیمی: ۵ فوریه] ۱۹۱۳ در مرو به دنیا آمد و از کنسرواتوار دولتی کومیتاس ایروان فارغ‌التحصیل گشت. وی برادر آشوت ساتیان بود. وی همچنین برنده جوایزی همچون هنرمند مردمی ارمنستان شوروی، نشان جنگ میهنی و مدال دفاع از قفقاز شد. وی در ۶ ژوئن ۱۹۹۰ در سن ۷۷ سالگی در ایروان درگذشت و در آرامستان مرکزی ایروان (توخماخ)  به خاک سپرده شد.

## گزیده فیلمشناسی
از فیلم‌ها یا برنامه‌های تلویزیونی که وی در آن حضور داشته‌است می‌توان به سایات‌نووا (۱۹۶۰) اشاره کرد.    

## نگارخانه

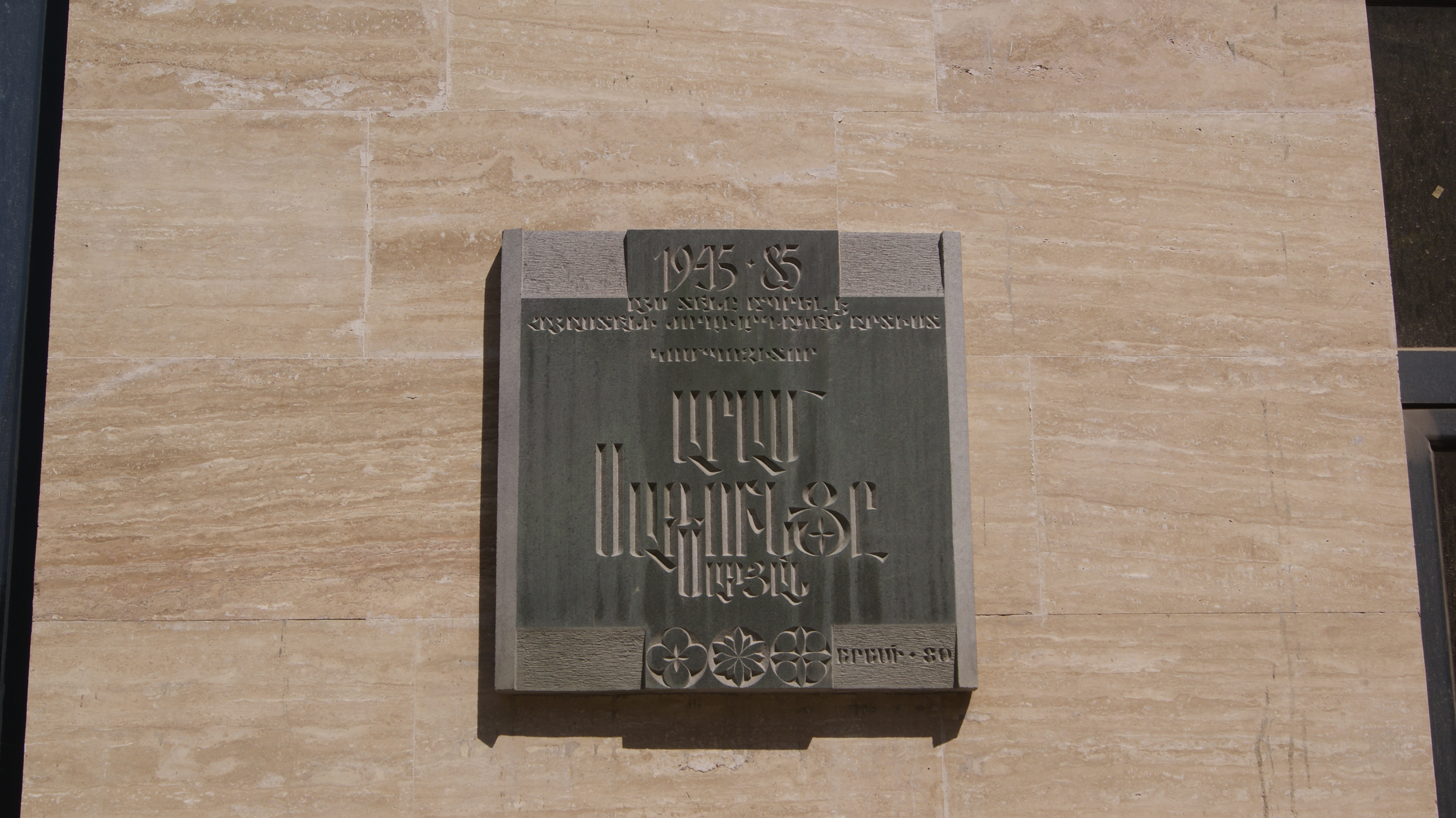